# كارل يوليوس ويبر
كارل يوليوس ويبر (بالألمانية: Karl Julius Weber)‏ هو كاتب ومؤلف ألماني، ولد في 16 أبريل 1767 في لانغنبورغ في ألمانيا، وتوفي في 20 يونيو 1832 في Kupferzell ‏ في ألمانيا.